# P. Quentin Tomich
Prosper Quentin Tomich (geboren am 11. Oktober 1920 in Orangevale, Kalifornien; gestorben am 11. März 2014 in Honolulu, Hawaii) war ein US-amerikanischer Mammaloge und Parasitologe.

## Leben
P. Quentin Tomich wuchs als fünftes von sieben Kindern auf einer Farm in Orangevale im Sacramento County auf. Sein Vater war 1901 aus Kroatien eingewandert, seine Mutter stammte aus einer schwedischen Einwandererfamilie. Quentin war schon früh mit Arbeiten auf der Farm befasst und lebte in einer Großfamilie, zu der zahlreiche Tanten, Onkel und deren Kinder gehörten. Heute befindet sich die Farm der Tomichs in einer Vorstadt von Sacramento und wird als letzte in Familienbesitz verbliebene Farm der Gegend von Quentin Tomichs Neffen und Nichten bewirtschaftet.
Tomich verließ 1937 die San Juan High School in Citrus Heights mit einem Highschool-Abschluss und übernahm für zwei Jahre die Leitung der elterlichen Farm. Ab 1939 studierte er am Sacramento Junior College Biologie und ging 1941 an die University of California, Berkeley. Im Rahmen seines Zoologiestudiums verbrachte er zwei Jahre überwiegend mit Feldstudien in der von der Universität unterhaltenen Hastings Natural History Reservation im Santa-Lucia-Gebirge. Nach seinem Bachelorabschluss in Berkeley wurde Tomich für zwei Jahre von der University of California, San Francisco angestellt, um unter der Leitung von Karl Friedrich Meyer die Beulenpest im Westen der Vereinigten Staaten zu erforschen.
1946 erhielt Tomich sein Masterdiplom von der University of California, Berkeley und trat in die United States Navy ein. Unmittelbar vor der Verlegung nach Kairo heiratete er seine frühere Kommilitonin Caroline Wallace, damit sie ihn begleiten durfte. In Kairo diente Tomich in der Naval Medical Research Unit Three (NAMRU-3), wo er mit der Erforschung der Vektoren von Zoonosen befasst war. 1947 kehrte das Ehepaar in die Vereinigten Staaten zurück, Caroline arbeitete als Lehrerin und Quentin setzte sein Doktorandenstudium fort. Für fünf Jahre arbeitete Tomich wieder in der Hastings Natural History Reservation und verfasste mit Jean M. Linsdale eine umfangreiche Monografie über die Ökologie des kalifornischen Maultierhirschs. Er beendete sein Studium mit dem Abschluss eines Ph.D.
1959 zog Tomich mit seiner Familie, Ehefrau Caroline und zu dieser Zeit drei Kinder, nach Hawaii, um in der Gesundheitsbehörde der kurz zuvor als 50. Bundesstaat in die Vereinigten Staaten aufgenommenen Inselgruppe als Zoologe zu arbeiten. Seine Aufgabe war die Erforschung der Pest im Bezirk Hāmākua, Hawaii County. Die Krankheit hatte sich seit Beginn des 20. Jahrhunderts, ausgehend vom Hafen von Honolulu, mit Ratten und deren Flöhen über alle großen Inseln Hawaiis verbreitet, die letzten infizierten Flöhe wurden 1957 registriert. Obwohl Tomichs ursprüngliche Aufgabe nach kurzer Zeit entfallen war, verblieb er bis zu seiner Pensionierung 1985 im Dienst der Gesundheitsbehörde.
P. Quentin Tomich lebte nach dem Eintritt in den Ruhestand in der Gemeinde Honokaa in Hāmākua und war bis ins hohe Alter in zahlreichen Körperschaften der Gemeinde und des Bundesstaates aktiv. Er engagierte sich für den Erhalt eines der letzten Urwälder Hawaiis, des 1970 auf seine Initiative unter Schutz gestellten Kalopa Native Forest State Park, und beschäftigte sich mit der Geschichte von Hāmākua. 1998 wurde er von der Redaktion der neugegründeten Hamakua Times darum gebeten, monatlich ein Essay über seine Gemeinde zu veröffentlichen. Die 64 Ausgaben wurden 2008 als ein Buch über die Geschichte Hāmākuas erneut herausgegeben.

## Veröffentlichungen (Auswahl)
- mit Jean M. Linsdale: A herd of mule deer. A record of observations made on the Hastings Natural History Reservation. University of California Press, Berkeley 1953, OCLC 251119381.
- The annual cycle of the California ground squirrel citellus beecheyi. In: University of California publications in zoology 1962, Band 65, Nr. 3, ISSN 0068-6506.
- mit Harry T. Kami: Coat Color Inheritance of the Roof Rat in Hawaii. In: Journal of Mammalogy 1966, Band 47, Nr. 3, S. 423–431, doi:10.2307/1377683.
- mit Glenn E. Haas und Nixon Wilson: The Flea in early Hawaii. In: Hawaiian Journal of History, Band 5, S. 59–74, 1971, Online PDF, 6,9 MB.
- Notes on Nests and Behavior of the Hawaiian Crow. In: Pacific Science 1971, Band 25, Nr. 4, S. 465–474, 1971, Online PDF, 5,5 MB.
- mit Glenn E. Haas und Nixon Wilson: Ectoparasites of the Hawaiian Islands. I. Siphonaptera. In: Contributions of the American Entomological Institute 1972, Band 8, Nr. 5, S. 1–76, ISSN 0569-4450.
- mit Glenn E. Haas und Albert J. Beck: Bat Fleas (Siphonaptera: Ischnopsyllidae) of California. In: Bulletin of the Southern California Academy of Sciences 1983, Band 82, Nr. 3, S. 103–114, Digitalisat.
- Mammals in Hawaii. A synopsis and notational bibliography. 2nd edition. Bernice P. Bishop Museum Special Publication 76. Bishop Museum Press 1986, ISBN 0-93087-10-2.
- Hawaii. Perspectives on Hamakua History. Ramblings through an ancient land division of Hawaii Island. Friesens, Altona, Manitoba 2008, ISBN 978-0-615-25676-4.